# 安田拓人
安田 拓人（やすだ たくと、1970年9月20日 - ）は、日本の法学者。専門は刑法。学位は、博士（法学）（京都大学・論文博士・2007年）。京都大学大学院法学研究科教授。

## 人物
これまでの研究の中心は、責任能力の本質およびその判断基準を理論的に解明することにあったが、最近では司法精神医学者・刑事裁判官との協働のもと、精神の障害ごとの具体的な判断枠組み、および、それを支える精神鑑定のあるべき内容の解明にも取り組んでいる。また、より広く責任論に視野を広げ、量刑の基礎理論の研究にも着手しているほか、諸外国の処分制度と対比させながらわが国の心神喪失者等医療観察法に関する法的問題点の検討も進めている。そのほか、法学教室連載を契機として、刑法総論全体につき研究成果のとりまとめを行っている。司法試験考査委員(刑事法)。ヤスタクとの愛称がある。安田は旧姓。

## 略歴
- 1989年3月 - 三重県立津西高等学校卒業
- 1993年3月 - 京都大学法学部卒業
- 1995年3月 - 京都大学大学院法学研究科博士前期課程修了
- 1997年3月 - 京都大学大学院法学研究科博士後期課程中退
- 1997年4月 - 金沢大学法学部助教授
- 2001年4月 - 大阪大学大学院法学研究科助教授
- 2007年1月 - 京都大学より博士（法学）の学位を取得、学位論文の題は「刑事責任能力の本質とその判断（Das Wesen der strafrechtlichen Schuldfahigkeit und ihre Beurteilung）」[1][4]。
- 2007年4月 - 大阪大学大学院法学研究科准教授
- 2008年4月-現在 - 京都大学大学院法学研究科教授

## 所属学会
- 日本刑法学会
- 法と精神医療学会
- 日本司法精神医学会

## 研究業績

### 著書

#### 単著
- 『刑事責任能力の本質とその判断』（弘文堂，2006年）

#### 共著
- （佐久間修・高橋則夫・松澤伸）『Law Practice刑法』（商事法務，2008年）
- （塩見淳・葛原力三・橋田久）『テキストブック刑法総論』（有斐閣，2009年）
- （井田良・佐伯仁志・橋爪隆）『刑法事例演習教材』（有斐閣，2009年）
- （井田良・佐伯仁志・橋爪隆）『刑法事例演習教材［第2版］』（有斐閣，2014年）
- （井田良・佐伯仁志・橋爪隆）『刑法事例演習教材［第3版］』（有斐閣，2020年）

#### 共編著
- （成瀬幸典）『判例プラクティス刑法Ⅰ総論』（信山社，2009年）
- （成瀬幸典・島田聡一郎）『判例プラクティス刑法Ⅱ各論』（信山社，2012年）

#### 分担執筆
- （高橋則夫編）『ブリッジブック刑法の考え方』（信山社，2009年）
- （中森喜彦・塩見淳編）『ケースブック刑法［第2版］』（有斐閣，2011年）
- （大谷實編）『判例講義刑法Ⅱ各論［第2版］』（悠々社，2011年）
- （只木誠編）『刑法演習ノート－刑法を楽しむ21問』（弘文堂，2013年）

### 論文
- 「故意と錯誤（１）」（『法学教室』488号103-112頁，有斐閣，2021年）
- 「実行行為と因果関係」（『法学教室』487号91-99頁，有斐閣，2021年）
- 「特殊詐欺における実行の着手」（『法律時報』92巻12号7-14頁，日本評論社，2020年）
- 「賄賂罪における『職務に関し』の意義」（『法学教室』477号31-37頁，有斐閣，2020年）
- 「裁判員裁判のもとでの責任能力判断および精神鑑定のあり方」（『司法精神医学』13巻1号30-38頁，日本司法精神医学会，2018年）
- 「精神の障害が一定の影響を及ぼした事案における量刑判断のあり方に関する序論的考察」（『法学論叢』182巻1=2=3号，京都大学法学会，2017年）
- 「ドイツにおける『責任能力鑑定に対するミニマム要求』（シンポジアム　刑事精神鑑定の現状と課題）」（『法と精神医療』27号106-124頁，成文堂，2012年）
- 「法律判断としての責任能力判断の事実的基礎―精神鑑定に求められるもの」（（町野朔ほか編）『岩井宜子先生古稀祝賀論文集』219頁以下，尚学社，2011年）
- 「犯罪収益の没収・追徴」（『研修』742号3-14頁，法務府研修所，2010年）
- 「事後的過剰防衛について」（（川端博・椎橋隆幸・甲斐克則編）『立石二六先生古稀祝賀論文集』243-269頁，成文堂，2010年）
- 「心神喪失者医療観察法による医療の必要性と精神保健福祉法による医療との関係・対象者が幻覚妄想状態（心神喪失状態）で行った行為の心神喪失者等医療観察法対象行為該当性判断における対象者の認識や意図の認定方法」（『判例評論』603号24-29頁，判例時報社，2009年）
- 「責任能力の法的判断（判例研究）」（『刑事法ジャーナル』14号93-98頁，成文堂，2009年）
- 「心神喪失者等医療観察法の対象行為」（『刑事法ジャーナル』19号18-24頁，成文堂，2009年）
- 「責任論」（『法律時報』81巻6号26-32頁，日本評論社，2009年）
- 「責任能力の法的判断―心神喪失者等医療観察法との関連において」（『法と精神医療』22号1-13頁，成文堂，2008年）
- 「精神の障害に基づく錯誤について」（『精神科医療と法』45-61頁，弘文堂，2008年）
- 「医療観察法の解釈・運用に関する問題点と検討（医療観察法の実務・運用と今後の課題）」（『刑事弁護』49号112-115頁，現代人文社，2007年）
- 「責任能力の法的判断」（『法と精神医療』22号1-13頁，成文堂，2007年）
- 「責任主義と刑法39条」（『司法精神医学』3巻1号79-82頁，日本司法精神医学会，2007年）
- 「刑法における人間」（『法律時報』80巻1号45-50頁，日本評論社，2007年）
- 「司法に対する罪」(『法学教室』305号71-80頁，有斐閣，2006年)
- 「法定刑の改正動向について―犯罪論の立場から―」(『刑法雑誌』46巻1号86-99頁，有斐閣，2006年)
- 「医療観察法の解釈・運用に関する問題点と検討」(『季刊刑事弁護』49号112-115頁，現代人文社，2006年)
- 「心神喪失者等医療観察法における医療の必要性と再犯の可能性」(（三井誠・中森喜彦・吉岡一男・井上正仁・堀江慎司編）『鈴木茂嗣先生古稀祝賀論文集〔上巻〕』629-648頁，成文堂，2007年)
- 「責任の概念」(（西田典之・山口厚・佐伯仁志編）『刑法の争点』232-233頁，有斐閣，2007年)
- 「代理名義の冒用」(（西田典之・山口厚・佐伯仁志編）『刑法の争点』232-233頁，有斐閣，2007年)
- 「刑法における人間」(『法律時報』80巻1号45-50頁，日本評論社，2007年)
- 「責任主義と刑法39条」(『司法精神医学』3巻1号79-82頁，日本司法精神医学会，2007年)
- 「責任能力の法的判断」(『法と精神医療』22号1-13頁，成文堂，2007年)
- 「精神の障害に基づく錯誤について」(中谷陽二編集代表『精神科医療と法-町野朔先生還暦記念論集』45-61頁，弘文堂，2008年)
- 「責任論」(『法律時報』81巻6号26-32頁，日本評論社，2009年)
- 「『精神の障害』と法律的病気概念」(中谷陽二編『責任能力の現在』25-40頁，金剛出版，2009年)
- 「心神喪失者等医療観察法の対象行為」(『刑事法ジャーナル』19号18-24頁，成文堂，2009年)
- 「責任能力と自由意思」(『こころのりんしょうà・la・carte』28巻3号495-499頁，星和書店，2009年)
- 「犯罪収益の没収・追徴」(『研修』742号3-14頁，誌友会研修編集部，2010年)
- 「事後的過剰防衛について」(（川端博・椎橋隆幸・甲斐克則編）『立石二六先生古稀祝賀論文集』243-269頁，成文堂，2010年)
- 「過剰防衛の判断と侵害終了後の事情」(『刑法雑誌』50巻2号173-184頁，有斐閣，2011年1月)
- 「他行為可能性と責任」(『法学教室』371号18-22頁，有斐閣，2011年8月)
- 「法律判断としての責任能力判断の事実的基礎―精神鑑定に求められるもの」(（町野朔・岩瀬徹・日髙義博・安部哲夫・山本輝之・渡邊一弘編）『刑法・刑事政策と福祉-岩井宜子先生古稀祝賀論文集』219-237頁，尚学社，2011年12月20日)
- 「責任能力の具体的判断枠組みの理論的検討―司法研究『難解な法律概念と裁判員裁判』を素材として」(『刑法雑誌』51巻2号133-147頁，有斐閣，2012年1月)
- 「ドイツにおける「責任能力鑑定に対するミニマム要求」」(『法と精神医療』27号106-124頁，成文堂，2012年)
- 「強盗（特集 裁判員裁判時代の「難解概念」の解釈と適用）」(『法律時報』85巻1号39-41頁，日本評論社，2013年1月)

### その他
- 『法学教室』307号-318号連載(1年間12回) 演習「刑法」(有斐閣，2006年4月-2007年3月)
- 「書評「小林憲太郎『刑法的帰責：フィナリスムス・客観的帰属論・結果無価値論』(弘文堂)」」(『ジュリスト』1345号35頁，有斐閣，2007年)
- 「責任能力の法的判断（判例研究）」(『刑事法ジャーナル』14号93-98頁，成文堂，2009年)
- 「責任能力の判断方法（判例研究）」(ジュリスト臨時増刊『平成20年度重要判例解説』178-179頁，有斐閣，2009年)
- 「心神喪失者等医療観察法による医療の必要性と精神保健福祉法による医療との関係・対象者が幻覚妄想状態（心神喪失状態）で 行った行為の心神喪失者等医療観察法対象行為該当性判断における対象者の認識や意図の認定方法（判例研究）」(『判例評論』603号24-29頁，判例時報社，2009年)
- 「増田啓祐「常習性と量刑」について」(『判例タイムズ』1325号56-59頁，判例タイムズ社，2010年)
- 「強盗強姦の様子を撮影記録したビデオテープと没収の客体（判例研究）」(ジュリスト臨時増刊『平成23年度重要判例解説』151-152頁 ，有斐閣，2012年)
- 『法学教室』487号- 連載(2年間24回予定) 刑法総論の基礎にあるもの (有斐閣, 2021年4月～)